# Anatomiske begreber
De anatomiske begreber bruges til at beskrive, på en utvetydig måde, anatomien hos mennesker såvel som dyr. Termerne er typisk afledt af latin og græsk og beskriver et segments position i den anatomiske normalstilling. Internationale organisationer har fastlagt de begreber som oftest bruges til at beskrive kroppens segmenters position og lavet klare internationale standarder herfor, bl.a. Terminologia Anatomica.

## Anatomisk normalstilling

### In Situ
In Situ er den anatomiske normalstilling. Det er i denne stilling al anatomi beskrives. Den anatomiske normalstilling for mennesker indebærer at figurant står ret, med samlede ben, ansigtet og håndfladerne vendende fremad, og armene ned langs siderne. Der er også standarder for anatomiske normalstillinger for dyr, som dog afviger en del fra menneskets.

## Planer
Med de anatomiske termer hører også anatomiske planer til. Det er planerne som deler kroppen i halvdele og bruges ofte til at beskrive hvor mennesket beskues fra. Ved bl.a. røntgenfotografier og MR-scanninger, vil det altid være specificeret hvilket plan billedet er taget i.
Sagittalplan inddeler kroppen i en højre- og venstredel (eller dexter og sinister), og beskriver når man beskuer mennesket fra siden.
Frontalplanet (eller coronalplanet) inddeler kroppen i en for- og bagdel (eller anterior og posterior), og beskriver når man beskuer mennesket forfra eller bagfra.
Horisontalplanet inddeler kroppen i en øvre- og nedre del (eller superior og inferior), og beskriver når man beskuer mennesket ovenfra eller nedefra.
Planerne er ikke fastlåste i deres position, blot deres vinkel, og kan altså rykkes vinkelret med planet (hhv. frem og tilbage, fra side til side, og op og ned).

## Termer for positioner og retninger

### XX

#### Anterior
|  | Anterior omstilles hertil. |
Anterior (af latin ante 'før'), bruges i sagittal- og horisontalplan, og refererer til hvad der er forrest eller foran. For eksempel sidder panden, på mennesker, anterior for hjernen. Knæskallens forflade, altså den del, som vender fremad kaldes facies anterior af latin 'flade foran'. 

#### Posterior
|  | Posterior omstilles hertil. |
Posterior (af latin post 'efter'), bruges i sagittal- og horisontalplan, og refererer til hvad der er bagerst eller bagved. For eksempel sidder baghovedet, på mennesker, posterior for hjernen.

#### Dorsal
Dorsal (af latin dorsum 'ryg'), bruges i sagittal- og horisontalplan, og refererer til en organismes bagflade, overside eller ryg. Hvis der tales om kraniet, er den dorsale side toppen. Bruges oftest til hænder og fødder hvor den dorsale side er henholdsvis håndryggen og fodryggen.

#### Ventral
Ventral (af latin venter 'mave'), bruges i sagittal- og horisontalplan, og refererer til en organismes front eller underside.

#### Lateral
Lateral (af latin lateralis 'til siden'), bruges i frontal- og horisontalplan, og refererer til hvad der ligger til siden, ligger yderst eller ligger væk fra medianplanet. Eksempel: Lilletåen sidder lateral for storetåen, og lilletåen sidder på fodens laterale side.

#### Medial
Medial (af latin medialis 'midten'), bruges i frontal- og horisontalplan, og refererer til hvad der ligger i eller mod medianplanet. Eksempel: Storetåen sidder medial for lilletåen, og storetåen sidder på fodens mediale side.
Uddybende eksempel: Hvis du beskuer din hånd, med håndfladen mod dig, eller hvis du beskuer hånden in situ. Tommelfingeren er på håndens laterale side og ligger lateral for de fire andre fingre. Lillefingeren er på håndens mediale side og ligger medial for de fire andre fingre. Langefingeren er lateral for lille- og ringfingeren men medial for pege- og tommelfingeren.

#### Kranial
Kraniel (af latin kranialis 'mod kraniet/hovedet'), bruges i frontal- og sagittalplan, og refererer til hvad der ligger i retning mod kraniet eller tættest på kraniet. Bruges i relation til caudal.

#### Caudal
Caudal (af latin caudalis 'mod halen'), bruges i frontal- og sagittalplan, og refererer til hvad der ligger i retning mod halen (eller halebenet) eller tættest på halen. Bruges i relation til kranial.

#### Superior
Superior (af latin super 'over'), bruges i frontal- og sagittalplan, og refererer til hvad der er over noget andet eller øverst i et segment.

#### Inferior
Inferior (af latin inferus 'under'), bruges i frontal- og sagittalplan, og refererer til hvad der er under noget andet eller nederst i et segment.

### Proksimal og distal

#### Proksimal
Proksimal (Skabelon:Ety) bruges til at beskrive dele der er tæt på kroppen. Derfor er overarmen hos mennesker proksimal.

#### Distal
Distal (Skabelon:Ety) bliver brugt til at beskrive dele der er langt fra kroppen. Derfor er hånden distal.
Selvom retningen indikeret af "proksimal" og "distal" altid er i forhold til om det er mod eller væk fra hæftelsespunktet, kan en given struktur være enten proksimal eller distal i relation til et andet referencepunkt. Derfor er albuen distal til et sår på overarmen, men proksimal til et sår på underarmen.

### Overekstremitetens specifikke retningsangivelser
Ulnart
Ulnart betyder mod Ulna (underarmens mest mediale knogle). eksempelvis ligger m. flexor carpi ulnaris ulnart for m. palmaris longus
Radialt
Radialt betyder mod radius (underarmens mest laterale knogle). eksempelvis ligger m. flexor carpi radialis radialt for m. palmaris longus
Palmart
Palmart betyder mod håndfladen (palma manus)
Dorsalt
Dorsalt betyder mod håndryggen (dorsum manus).

### Underekstremitetens specifikke retningsangivelser
Tibialt
Betyder mod Tibia (Underbenets mest mediale knogle)
Fibulart
Betyder mod fibula ( underbenets mest laterale knogle)
Plantart
Betyder mod fodsålen (planta pedis)
Dorsalt
Betyder mod fodryggen (dorsum pedis)

### Mave tarmsystemets retningsangivelser
Med mave-tarmsystemet giver det ikke mening at tale om deciderede retningsangivelser, eftersom organer som indgår i mavetarmsystemet kan være lejret på forskellige måder alt efter fyldningsgraden. Man taler derimod om termerne "oralt" og "analt" som henviser til hvilke domæner der ligger tættest på hhv. mundhulen (cavum oris) og anus. Eksempelvis kan man tale om at tolvfingertarmen(duodenum) ligger analt for mavesækken (gaster). Omvendt ligger mavesækken (gaster) oralt for tolvfingertarmen(duodenum).

### Superficiel og profund
Superficiel
Betyder mod overfladen på organismen
Profund
Betyder i dybden på organismen

## Termer for bevægelse

### Fleksion
Fleksion beskriver en bøjende bevægelse der nedsætter vinklen mellem et segment og dets proksimale segment. Eksempelvis at bøje albuen, eller lukke hånden sammen i en knytnæve.

### Ekstension
Ekstension er det modsatte af fleksion, og beskriver en strækkende bevægelse der øger vinklen mellem kropsdele. Når et led kan bevæge sig fremad eller bagud, såsom nakken eller brystkassen, refererer ekstension til bevægelsen i den posteriore retning. Eksempelvis, når man står op, er knæene ekstenderet. Ekstension af hofte eller skulder bevæger armen eller benet bagud.  Når hagen støtter mod brystet, er hoved flekseret, mens brystkassen er flekseret når personen læner sig fremad.

### Abduktion
Abduktion refererer til en bevægelse der trækker en struktur eller del væk fra midterlinjen på kroppen. Med hensyn til fingre og tær, refererer det til at trække dem fra hinanden, væk fra centerlinjen på hånden eller foden. Abduktion af håndleddet kaldes også radial deviation. Eksempelvis, at løfte armene op, som ved slackwire, er et eksempel på abduktion af skulderen. Når benene er spredte ved hoften, som når man laver et stjernehop eller går i split, bliver benene abdukteret ved hoften.

### Adduktion
Adduktion refererer til en bevægelse der trækker en struktur eller del mod kroppens midterlinjen, eller mod midten af en kropsdel. Med hensyn til fingre og tær, refererer det til at trække dem tættere på hinanden, mod centerlinjen på hånden eller foden. Adduktion af håndleddet kaldes også ulnar deviation. At lade armene falde ned til siden, eller at bringe knæene sammen, er eksempler på adduktion.